# 冯胜利
冯胜利（1955年—），中华人民共和国教育部长江学者讲座教授， 北京语言大学章黄学术思想研究所所长、教授，主要从事乾嘉理必及章黄学理、训诂学、韵律语法学、语体语法学等方面的研究工作。

## 生平
先后毕业于北京师范大学历史系、中国语言文学系、宾夕法尼亚州立大学语言学系。现任北京语言大学章黄学术思想研究所所长。

## 著作
- 《汉语韵律句法学》
- 《汉语韵律诗体学论稿》
- 《三一语法：结构·功能·语境—— 初中级汉语语法点教学指南》（合作）[2]